# 日亚
日亚（法語：Giat，法語發音：[ʒja]）是法国多姆山省的一个市镇，属于里永区。

## 地理
日亚（45°48'7"N, 2°28'3"E）面积47.95 平方千米，位于法国奥弗涅-罗讷-阿尔卑斯大区多姆山省，该省份为法国中南部省份，北起阿列省接壤，东临卢瓦尔省，南至上盧瓦爾省和康塔爾省，西接科雷兹省和克勒兹省。
与日亚接壤的市镇（或旧市镇、城区）包括：巴维尔、弗拉亚、圣梅尔拉布勒耶、拉塞勒、孔布拉耶地区孔达、费尔诺埃勒、圣艾蒂安德尚、韦尔讷若勒、万村。

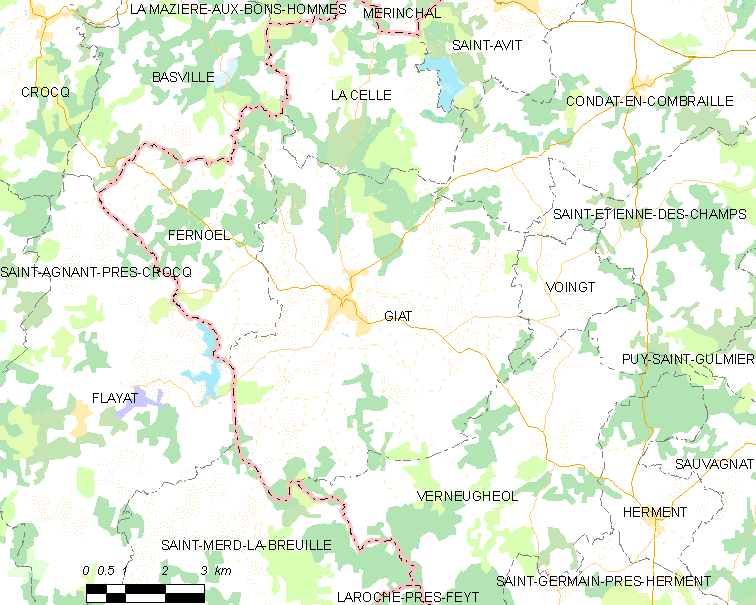
日亚的OSM定位图

日亚的时区为UTC+01:00、UTC+02:00（夏令时）。

## 行政
日亚的邮政编码为63620，INSEE市镇编码为63165。

## 政治
日亚所属的省级选区为圣乌尔斯县。

## 人口

1962-2008年间日亚人口变化图示

日亚于2022年1月1日时的人口数量为791人。